# カスタマーサクセス
カスタマーサクセス（英: Customer success）は、顧客が製品・サービスを使うことで成功し、顧客が期待している結果を達成することを支援するビジネス方法である。カスタマーサクセスは、関係に焦点を当てた顧客管理であり、相互に有益な結果を得るために顧客とベンダーの目標をあらかじめ調整しておく。カスタマーサクセス戦略が有効に働くと、顧客ロイヤリティを上げ、顧客離れを減らし、追加購入の機会を増やすことになる。 カスタマーサクセスの目標は、顧客を可能な限り成功させることであり、これにより、企業の顧客生涯価値（CLTV）が向上する。
カスタマーサクセスの重要性が高まっている背景には、SaaS製品の普及やフリーミアムによる販売手法によって、顧客への売り込みに一旦成功したとしても、すぐに解約され、乗り換えられるためである。そのため、形式的にカスタマーサクセスを導入してもジョブ理論に基づきジョブをとらえていなければ無駄となる。
製品を通じて顧客の成し遂げようとすることを支援するという考え方が本質的に製品の価値を高め、CLTVを高めるとされる。

## カスタマーサクセス (CS) チームの主な業務
カスタマーサクセス (CS) チームの主な業務は次の通りである。
1. 技術的な有効化：作業範囲とレベルは、数時間から数年まで様々だが、ほとんどすべての場合、ある程度の初期導入と有効化が必要となる[3]。 また、商品購入後の最初の活動となる、初期実装、顧客オンボーディング、カスタマーエンゲージメント [4]と呼ばれる活動は、通常、作業明細書（SOW）により時間軸や手法が定義されている。多くの組織では、この機能を担当するチームはプロフェッショナルサービスと呼ばれている。
2. 知識の有効化：ソリューションを最大限に活用するために必要な知識を顧客に提供する業務を行う。公式および非公式のトレーニングや、コミュニティサイトなどで顧客同士の関係作りを行ったり、セルフサービスで知識を得る方法を教えることも含まれる。
3. 成長機会の特定：契約のライフサイクル中、カスタマーサクセスマネージャー（CSM）は、顧客のビジネスの成長に関する会話を顧客と行うことになる。 「信頼できるアドバイザー」としての役割を果たし、拡大の機会を特定することは、CSMの重要な業務である。
4. 解約リスクの特定：顧客のヘルススコアを確認することは、解約（または収益の損失）リスクを特定する上で極めて重要である。顧客アカウントの主担当として、CSMはアカウントの解約/キャンセルの可能性を見極める。 CSMは、顧客離れの可能性を減らすために、必要な努力を行う。
5. 一般的な顧客アカウント管理：カスタマーサクセスは顧客アカウント管理をより堅牢にするためのソリューションだが、「顧客アカウント管理」の職種に該当する日常の営業活動を行うことになる。 CSMは、顧客とベンダーの間のビジネス関係の管理を行う。この業務は技術チームと並行して機能し、顧客と協力して、ベンダーの機能を最大限に活用し、拡張および改善できるようにする。CSMは、追加購入を増やし、契約の更新と拡大を確実にし、経営陣との関係を管理するよう努めることになる。営業のように、自社組織内の様々なグループに対して顧客の支持者側になることもある。

カスタマーサクセスは、カスタマーサポートとよく混同される。主な違いとして、カスタマーサポートは受動的・リアクティブな支援を行うのに対し、カスタマーサクセスは能動的・プロアクティブな支援を行うのが特徴である。また、カスタマーサポートがコールセンター等で顧客からの問合せ等の対応および対応品質の向上がメインの活動になるが、カスタマーサクセスは定量的な指標をもとに顧客の支援を中心に活動する。

## CS(カスタマーサクセス)成功指標
1. ネットプロモータースコア（NPS） - 企業の顧客関係の忠誠心を測定するための管理ツールである。従来の顧客満足度調査の代替手段となり、収益の成長と相関していると言われている。
2. 顧客満足度（CSAT）  顧客が特定の製品、トランザクション、または企業とのやり取りにどの程度満足しているかを示すスコアである。 「CSAT」という用語は、顧客満足度の数値的尺度を表す「CSATスコア」の文脈で最もよく使用される。
3. CES[5] - 「顧客努力スコア」（または「ネットイージースコア」）は、問題の解決、要求の履行、製品の購入/返品、または質問への回答を得るために顧客が費やす必要のある努力を測定する単一項目の指標である。
4. 解約率[6]- 特定の期間中にサプライヤーを離れる契約顧客または加入者の割合を指す。
5. ヘルススコア[7] -各顧客の全体的な状況を要約した統合スコア。
6. ５Aカスタマージャーニー -フィリップコトラーの著書「マーケティング4.0」で提唱された、漏斗（ファネル）の形状の変容(アンケート、ソーシャルリスニングで確認)を指標化。

## CSM(カスタマーサクセスマネージャー)
現在、ほとんどの組織内のカスタマーサクセス業務は、カスタマーサクセスマネージャー（CSM）、クライアントリレーションシップマネージャー（CRM）、クライアント戦略コンサルタント（CSC）、またはクライアントサクセスマネージャー（CSM）の職務に組み込まれている。
CSMは、主担当として、またベンダー側からの顧客の信頼できるアドバイザーとして機能する。これは、CSMが最終的に顧客の成功に責任を負うためである。 この業務は、従来のアカウントマネージャー、リレーションシップマネージャー、プロジェクトマネージャー、テクニカルアカウントマネージャーと同じ業務の多くを共有する場合があるが、CSMは顧客への長期的な価値の生成にはるかに重点を置く傾向がある。本質的には、ベンダーのソリューションを利用することで顧客が生み出す価値を最大化すると同時に、ベンダーが顧客の価値から高いリターンを引き出せるようにすることである。そのため、CSMは、ベンダーのソリューションに対する顧客の使用状況と満足度を監視し、顧客がソリューションに関与する方法から機会と課題を特定し、課題の解決と使用法の拡大を促進するためのアクションを実行する。
結果として、顧客の状態を絶え間なく監視および管理することは、すべてのCSM 重要な成功要因であり、ベンダーが提供するソリューションから顧客が得る価値の要因を深く理解する必要がある。 顧客のこれら2つの側面を深くタイムリーに理解しなければ、CSMは効果的に行動することはできない。
従業員（および顧客）の総数が少ない若い組織では、CSMがカスタマーサクセスチームの最初の従業員になることがある。 そのため、当初は上記のほとんどの業務を担当することになるが、組織の成長と共に、より専門的なチームメンバーによって実施されるようになる。 CSMに売上責任があるかどうかは企業による。販売行為にCSMが関わらないようにすることで、顧客がCSMと持つ信頼関係が高くなると考える人もいれば、販売行為は自然なことで、よりCSMの業務を支援すると考える人もいる。
CSMがその役割の責任を果たすためには、自組織の経営陣から強力な支援を得る必要がある。 これにより、顧客に対するCSMの信頼が維持できる。 CSMが単なる伝書鳩で経営陣からの支援がない組織では、CSMの信頼性と顧客体験が損なわれ、必要なリソースが確保できず、顧客離れが起こる可能性が高まる。

## VCSM(仮想カスタマーサクセスマネージャー)
仮想カスタマーサクセスマネージャーは、顧客のリモート担当者であり、顧客の成功をリモートから支援し、重要なフィードバックを提供する。

## 背景/歴史
製品やサービスを顧客に販売するすべての企業には、顧客の満足と関係を管理する業務がある。従来は、最も一般的に「フルフィルメント」、「ポストセールス」または「プロフェッショナルサービス」と呼ばれていた。
テクノロジーの世界で、企業は長年にわたってソフトウェアソリューションを開発、販売、および実現してきた。これらの企業のほとんどは、顧客との関係を管理する業務を「アカウント管理」、「オペレーション」、「サービス」と呼んでいた。
ビジネスの世界が変化し、新しい分野に進化するにつれて、ソフトウェアを顧客に提供する方法が変化してきた。近年の最も重要な変化の1つは、Software as a Service（略称SaaS  ）の出現である。
SaaSは、サブスクリプションモデルで顧客にソフトウェアソリューションを提供する方法であり、顧客がソリューションを所有・運用し永続ライセンスを付与する「古い」モデルとは異なる。むしろ、SaaSとして顧客にソリューションを提供する場合、企業は製品をサービスとして提供し、サブスクリプションモデルに移行する必要がある。 顧客はソリューションを「レンタル」し、レンタルした期間のみ使用できる。ソリューションを提供するベンダーは、ソリューションの他に、運用するインフラストラクチャも提供する。
この新しいモデルの重要な意味は、ソフトウェアベンダーとその顧客の間のエンゲージメントモデルが根本的に変わったことである。従来の「エンタープライズソフトウェア」モデルでは、実際の使用状況に関係なく、顧客はソフトウェアのライセンスを購入してベンダーに支払う。SaaSモデルでは、顧客はソフトウェアの（はるかに少ない）月額料金を毎月支払う 。したがって、ソフトウェアベンダーは、顧客に引き続き月額料金を支払ってもらいたい場合は、顧客がソリューションを使用し、ソリューションから価値を見出していることを確認する必要がある。ソフトウェア業界の運用モデルにおけるこの根本的な変化により、顧客の成功を確実にするための業務が必要となった 。 
この業務が、カスタマーサクセス（CS）と呼ばれているものである。 
SaaSは21世紀初頭から始まっているが、 顧客の成功を支援する重要性の理解は、2010年から2012年頃から始まった。 経歴書の世界最大のライブラリであるLinkedInでは、2010年から2012年頃に「カスタマーサクセス」を含む役職名を持っていたのはごく少数の人々だけであった。 2015年頃までに、この数は膨大になり、急速に増加した。
その理由は、カスタマーサクセスがSaaS企業のパフォーマンスと価値に与える影響が非常に大きいためである。 CS業務は、営業チームが確保したビジネスを維持し、成長させる責任がある。事例によると、CSチームが強力な企業は、顧客維持率（または反対の意味の解約率）、収益成長率、粗利益、顧客満足度、リファラルなど、多数の財務基準において、CSチームが弱いまたはまったくない企業よりも優れている。実際、カスタマーエクスペリエンスの向上は、コストの削減と収益の増加を行う上で、ほとんどの業界でまだ手が付けられていない。企業がこれを改善することで利益を得られることを理解している場合に限り、成果を出すことができる。 